# 島谷六郎
島谷 六郎（しまたに ろくろう、1920年1月24日 - 2006年11月21日）は、日本の弁護士。最高裁判所判事。富山県出身。

## 概要
旧制富山高校から1942年（昭和17年）に東京帝国大学法学部を卒業。海軍法務官となり、中国の海南島で敗戦、そのまま中国に抑留され、2年間捕虜生活を送った。
在学中に高等文官試験司法科に合格したが、軍隊生活のため司法修習生になったのは1948年（昭和23年）で、1950年（昭和25年）に弁護士登録をした。藤林益三の事務所に籍を置き、初めは刑事を手がけたが、後に銀行などの顧問弁護士を務め、銀行取引や会社関係の訴訟にも詳しい。日弁連外国弁護士対策委員会初代委員長を務めたほか、司法研修所教官、東京地裁調停委員なども務めた。
1984年（昭和59年）5月8日に最高裁判所判事に就任。就任の記者会見では「人間は強い面と弱い面をあわせもつ。その人間に対する思いやりをもってこそ法律家がつとまる」と述べる。
札幌税関検査事件において1984年（昭和59年）12月12日の最高裁大法廷の判決では関税定率法によるポルノの税関検査を合憲とする多数意見に対して、違憲とする反対意見を表明した。福岡県青少年保護条例事件において1985年（昭和60年）10月23日の最高裁大法廷の判決では淫行条例を合憲とする多数意見に対して、違憲とする反対意見を表明した。1989年4月の遠藤雄一氏のひき逃げ事件で、下級審の有罪判決を覆し逆転無罪判決を出す。
1990年（平成2年）1月に定年退官。